# Giovanni Di Veroli
Giovanni Di Veroli (Roma, 11 agosto 1932 – Roma, 1º giugno 2018) è stato un calciatore italiano, di ruolo difensore.
È l’unico calciatore ebreo romano ad avere giocato in serie A, in una delle squadre della capitale, la Lazio, con cui conquistò la Coppa Italia nel 1958. 

Di Veroli trascorre l'infanzia e l'adolescenza nell’Italia fascista, incrociando la persecuzione razziale, la guerra e il rischio di una possibile deportazione nei campi di sterminio assieme alla sua famiglia. Sfuggito alla razzia del ghetto di Roma del 16 ottobre 1943, negli anni Cinquanta Di Veroli conosce il successo sui campi di calcio della serie A italiana e, conclusa l’attività sportiva, diventa un apprezzato imprenditore commerciale, sempre a Roma.

Di Veroli con la maglia della Lazio.

## Palmarès
- Coppa Italia: 1

Lazio: 1958